# Sol Linhas Aéreas
Sol Linhas Aéreas — небольшая бразильская авиакомпания со штаб-квартирой в городе Каскавел, осуществляющая регулярные и чартерные пассажирские авиаперевозки на линиях местного значения.
В соответствии с отчётом Национального агентства гражданской авиации Бразилии в 2010 году доля пассажирских перевозок Sol Linhas Aéreas в стране составила менее 0,01 % на внутренних маршрутах по показателю перевезённых пассажиров на километр дистанции.
В декабре 2010 года авиакомпания остановила все регулярные маршруты и с этого момента работает только в рамках чартерных договоров.

## История
Sol Linhas Aéreas была образована в 2008 году и начала операционную деятельность 12 октября следующего года. Основной задачей авиакомпании стали планы по осуществлению пассажирских авиаперевозок из аэропорта города Каскавел в аэропорты соседних городов в пределах штата Парана и соседних штатов Бразилии.
В декабре 2010 года по распоряжению Национального агентства гражданской авиации Бразилии Sol Linhas Aéreas временно приостановила все регулярные рейсы.

## Маршрутная сеть
В сентябре 2010 года маршрутная сеть регулярных перевозок авиакомпании Sol Linhas Aéreas включала в себя следующие пункты назначения:
- Куритиба — Международный аэропорт Афонсу Пена
- Каскавел — Аэропорт имени Адалберту Мендес-ди-Силвы

## Флот

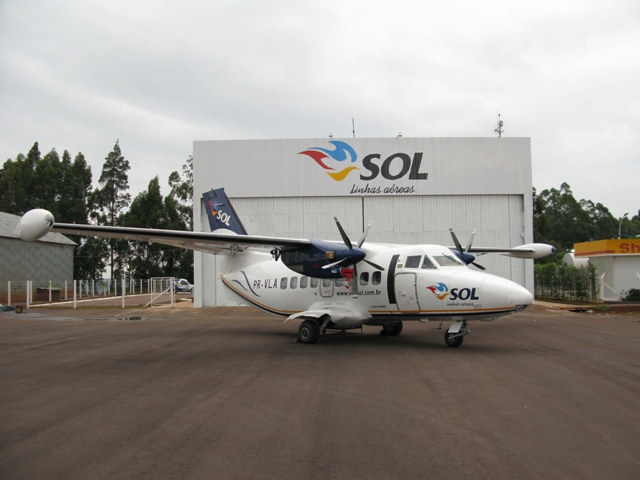
Let L-410 Turbolet (регистрационный номер PR-VLA) авиакомпании Sol Linhas Aéreas

По состоянию на ноябрь 2010 года воздушный флот авиакомпании Sol Linhas Aéreas состоял из следующих самолётов: